# Adurza la Menor
Adurza la Menor es un despoblado que actualmente forma parte del barrio de Adurza, que está situado en el municipio de Vitoria, en la provincia de Álava, País Vasco (España).

## Localización
Pequeño pueblo situado entre el barrio de Judimendi y Adurza Nagusia, y que actualmente forma parte del barrio de San Cristóbal.

## Historia
Adurza la Menor y el pueblo vecino de Adurza Nagusia se unieron formando el pueblo de Adurza, que posteriormente se despobló pasando a formar parte del actual barrio de Adurza de  Vitoria.
Documentado desde 1291. En sus tierras había una Ermita dedicada a San Cristóbal, actualmente desaparecida, y que estaba emplazada al final de la actual calle de Heraclio Fournier.